# اما مایرز
اما الیزابت مایرز (به انگلیسی: Emma Elizabeth Myers؛ زادهٔ ۲ آوریل ۲۰۰۲) بازیگر آمریکایی است. او کار خود را به عنوان بازیگر کودک در سال ۲۰۱۰، زمانی که در فیلم بیشه ظاهر شد، آغاز کرد. او با بازی در نقش ایند سینکلر در سریال ونزدی (۲۰۲۲–اکنون) به شهرت رسید.

## اوایل زندگی
اما مایرز در ۲ آوریل ۲۰۰۲ در اورلاندو، فلوریدا به دنیا آمد. او در خانه تحصیل کرد و هرگز تجربه مدرسه سنتی را نداشت.

## حرفه بازیگری
مایرز بازیگری را به عنوان یک بازیگر کودک در سال ۲۰۱۰ آغاز کرد و اولین تجربه بازیگری خود را در سریال تلویزیونی بیشه انجام داد. او در سن ۱۶ سالگی بازیگری را به صورت حرفه‌ای آغاز کرد. مایرز در فیلم‌های، انجیل جنوبی (۲۰۲۰)، طعم کریسمس (۲۰۲۰) و دختری در زیرزمین (۲۰۲۱) ظاهر شد. او با بازی در سریال ونزدی در سال ۲۰۲۲ با بازی در نقش ایند سینکلر در کنار همبازی‌اش جنا اورتگا، که نقش ونزدی آدامز را بازی می‌کرد، به شهرت رسید.

## فیلم‌شناسی

### فیلم‌های سینمایی
| سال  | عنوان                 | نقش                 | توضیحات |
| ---- | --------------------- | ------------------- | ------- |
| ۲۰۱۰ | نامه‌هایی به خدا       | دختربچه سوار اتوبوس |         |
| ۲۰۲۰ | طعم کریسمس            | بی‌بی جردن           |         |
| ۲۰۲۱ | دختری در زیرزمین      | ماری کودی           |         |
| ۲۰۲۳ | جابجایی اعضای خانواده | سی‌سی واکر           |         |
| ۲۰۲۵ | یک فیلم ماینکرفت      | ناتالی              |         |
| ۲۰۲۷ | فیلم پرندگان خشمگین ۳ | مشخص نیست (صدا)     |         |

### مجموعه‌های تلویزیونی
| سال        | عنوان                          | نقش                   | توضیحات  |
| ---------- | ------------------------------ | --------------------- | -------- |
| ۲۰۱۰       | بیشه                           | پیج اسلیتون           |          |
| ۲۰۲۰       | نانوا و زیبایی                 | استفانی               |          |
| ۲۰۲۰       | مُرده شب                        | دختر اهل ماگنولیا     |          |
| ۲۰۲۲–اکنون | ونزدی                          | ایند سینکلر           |          |
| ۲۰۲۴–اکنون | راهنمای کشف قتل از یک دختر خوب | پیپا «پیپ» فیتز-آموبی | نقش اصلی |